# Malcolm Lincoln
Malcolm Lincoln är en estnisk duo, bestående av Robin Juhkental (sång) och Madis Kubu (bas). 
 Den 12 mars 2010 deltog Malcolm Lincoln tillsammans med en grupp bakgrundssångare kallade Manpower 4 i den estniska uttagningen till Eurovision Song Contest 2010, Eesti Laul. Där vann man med låten "Siren", skriven av Robin Juhkental, och man kom därmed att representera Estland i Eurovision Song Contest 2010 i Oslo. Där deltog de i den första semifinalen den 25 maj 2010, där de inte lyckades ta sig vidare till finalen den 29 maj. För att ha kommit till finalen skulle de behövt 52 poäng, men de fick endast 39 poäng, varav de fick två 12-poängare från Finland respektive Lettland. Däremot om enbart juryns röster skulle ha använts så skulle de ha kommit till finalen.